# Rupert Everett
Rupert James Hector Everett (Norfolk, 1959. május 29. –) angol színész.

## Élete és pályafutása
Everett az angliai Norfolkban született 1959-ben. Apja katona, majd üzletember volt, anyja előkelő nemesi-politikusi családból származott. Iskolai tanulmányait a Farleigh Schoolban kezdte, majd a bencés-rendi Ampleforth College-ban folytatta. 15 éves korában otthagyta az iskolát, és Londonba szökött, hogy színésznek álljon. Színészi karrierje beindulásáig prostitúcióból tartotta el magát.
Első sikereit 1982-ben érte el az Another Country című darabbal, amelyben egy meleg középiskolást játszott. A színdarabból 1984-ben azonos címmel film is készült. Az Another Country után több filmszerepet is kapott, és Generation Of Loneliness címmel kiadott egy könnyűzenei albumot is. 1989-ben Párizsba költözött, ebben az évben jelent meg első regénye Hello, Darling, Are You Working? címmel.
A regény megjelenésével egyidőben nyíltan felvállalta homoszexualitását. Egy 2007-es interjúban úgy nyilatkozott, számos olyan szerepről tud, amelyet csak amiatt nem kapott meg, mert melegségét nyíltan vállalta.
A kitörést az 1997-es Álljon meg a nászmenet! hozta meg neki, amelyben Julia Roberts meleg barátját alakította. Három évvel később A második legjobb dolog című filmben Madonna oldalán játszotta el a meleg legjobb barát szerepét. Az 1990-es évek vége óta rendszeresen kap főszerepeket nagy költségvetésű hollywoodi filmekben.

## Filmográfia

### Film
| Év   | Magyar cím                                   | Eredeti cím                                                    | Szerep                            | Magyar hang          |
| ---- | -------------------------------------------- | -------------------------------------------------------------- | --------------------------------- | -------------------- |
| 1982 |                                              | A Shocking Accident (rövidfilm)                                | Jerome és Mr. Weathersby          |                      |
| 1983 |                                              | Dead on Time (rövidfilm)                                       | banki ügyfél / vak férfi          |                      |
| 1984 | Egy másik ország                             | Another Country                                                | Guy Bennett                       |                      |
| 1985 | Csak egy tánc volt                           | Dance with a Stranger                                          | David Blakeley                    | Selmeczi Roland      |
| 1986 | Egyszemélyes duett                           | Duet for One                                                   | Constantine Kassanis              | Kautzky Armand       |
| 1987 |                                              | Gli occhiali d'oro                                             | Davide Lattes                     |                      |
| 1987 |                                              | Hearts of Fire                                                 | James Colt                        |                      |
| 1987 | Egy előre bejelentett gyilkosság krónikája   | Chronicle of a Death Foretold                                  | Bayardo San Román                 |                      |
| 1987 | Ironminster örököse                          | The Right-Hand Man                                             | Lord Harry Ironminster            | Széles Tamás         |
| 1990 | Idegenek Velencében                          | The Comfort of Strangers                                       | Colin                             | Szerémi Zoltán       |
| 1990 | Idegenek Velencében                          | The Comfort of Strangers                                       | Colin                             | Vári Attila          |
| 1994 | Pret-a-porter – Divatdiktátorok              | Prêt-à-Porter                                                  | Jack Lowenthal                    | Jakab Csaba          |
| 1994 | György király                                | The Madness of King George                                     | György, Wales hercege             | Fazekas István       |
| 1994 |                                              | Dellamorte Dellamore                                           | Francesco Dellamorte              |                      |
| 1996 | Majomparádé                                  | Dunston Checks In                                              | Lord Rutledge                     |                      |
| 1997 | Álljon meg a nászmenet!                      | My Best Friend's Wedding                                       | George Downes                     | Kálid Artúr          |
| 1998 | Szerelmes Shakespeare                        | Shakespeare in Love                                            | Christopher Marlowe               | Kőszegi Ákos         |
| 1998 | Vad szépség                                  | B. Monkey                                                      | Paul Neville                      | Fekete Ernő          |
| 1999 | Az eszményi férj                             | An Ideal Husband                                               | Lord Goring                       | Kautzky Armand       |
| 1999 | Bigyó felügyelő                              | Inspector Gadget                                               | Sanford Scolex/Dr. Kampó          | Kőszegi Ákos         |
| 1999 | Szentivánéji álom                            | A Midsummer Night's Dream                                      | Oberon                            | Szabó Sipos Barnabás |
| 2000 |                                              | Paragraph 175 (dokumentumfilm)                                 | narrátor                          |                      |
| 2000 | A második legjobb dolog                      | The Next Best Thing                                            | Robert Whittaker                  | Szabó Sipos Barnabás |
| 2001 | South Kensington                             | South Kensington                                               | Nicholas "Nick" Brett             | Lux Ádám             |
| 2002 | Bunbury, avagy jó, ha szilárd az ember       | The Importance of Being Earnest                                | Algernon / "Bunbury"              | László Zsolt         |
| 2002 | A Thornberry család – A mozifilm             | The Wild Thornberrys Movie                                     | Sloan Blackburn (szinkronhang)    |                      |
| 2003 | Feltétlen szeretet                           | Unconditional Love                                             | Dirk Simpson                      | László Zsolt         |
| 2003 | A királyt megölni...                         | To Kill a King                                                 | I. Károly király                  | Rosta Sándor         |
| 2004 | Nőies játékok                                | Stage Beauty                                                   | II. Károly király                 | Csankó Zoltán        |
| 2004 | Shrek 2.                                     | Shrek 2                                                        | Szőke Herceg (hangja)             | Kautzky Armand       |
| 2004 | Hűségeskü                                    | A Different Loyalty                                            | Leo Cauffield                     |                      |
| 2005 | Cserbenhagyás                                | Separate Lies                                                  | William "Bill" Bule               | Széles László        |
| 2005 | Az oroszlán, a boszorkány és a ruhásszekrény | The Chronicles of Narnia: The Lion, the Witch and the Wardrobe | Róka (hangja)                     | Selmeczi Roland      |
| 2007 | Csillagpor                                   | Stardust                                                       | Secundus                          | Kautzky Armand       |
| 2007 | Harmadik Shrek                               | Shrek the Third                                                | Szőke Herceg (hangja)             | Kautzky Armand       |
| 2007 | St. Trinian’s – Nem apácazárda               | St Trinian’s                                                   | Camilla Fritton / Carnaby Fritton | Csankó Zoltán        |
| 2009 | St. Trinian's – A Fritton arany legendája    | St Trinian’s 2: The Legend of Fritton's Gold                   | Camilla Fritton                   | Csankó Zoltán        |
| 2010 | Rakoncátlan célpont                          | Wild Target]                                                   | Ferguson                          | László Zsolt         |
| 2010 | Rakoncátlan célpont                          | Wild Target]                                                   | Ferguson                          | Tarján Péter         |
| 2011 | Hisztéria                                    | Hysteria                                                       | Lord Edmund St. John-Smythe       | Kautzky Armand       |
| 2013 | Justin, a hős lovag                          | Justin and the Knights of Valour                               | Sota (hangja)                     | Láng Balázs          |
| 2015 | Hercegnők éjszakája                          | A Royal Night Out                                              | VI. György                        | Kautzky Armand       |
| 2016 | Vándorsólyom kisasszony különleges gyermekei | Miss Peregrine's Home for Peculiar Children                    | John Lamont / Mr. Barron          | Hajdu Steve          |
| 2018 |                                              | The Happy Prince                                               | Oscar Wilde                       |                      |
| 2019 |                                              | The Warrior Queen of Jhansi                                    | Sir Hugh Rose                     |                      |
| 2022 | A rendőröm                                   | My Policeman                                                   | Patrick                           |                      |
| 2023 | Napóleon                                     | Napoleon                                                       | Wellington hercege                | Mihályi Győző        |

### Televízió
| Év        | Magyar cím                                | Eredeti cím                                       | Szerep                       | Megjegyzések                                                                           |
| --------- | ----------------------------------------- | ------------------------------------------------- | ---------------------------- | -------------------------------------------------------------------------------------- |
| 1982      |                                           | The Agatha Christie Hour                          | fickó                        | minisorozat (1 epizód)                                                                 |
| 1982      |                                           | Strangers                                         | Lord Plural                  | 1 epizód                                                                               |
| 1982      |                                           | Play for Today                                    | fiú a partin                 | 1 epizód                                                                               |
| 1983      | Daisy hercegnő                            | Princess Daisy                                    | Ram Valenski                 | minisorozat (1 epizód)                                                                 |
| 1984      | Távoli pavilonok                          | The Far Pavilions                                 | George Garforth              | minisorozat (2 epizód)                                                                 |
| 1985      |                                           | Arthur the King                                   | Lancelot                     | tévéfilm                                                                               |
| 1993      |                                           | Mama's Back                                       | Stephen                      | tévéfilm                                                                               |
| 2001      |                                           | Victoria’s Secret Fashion Show                    | házigazda                    | különkiadás                                                                            |
| 2003      | Veszedelmes viszonyok                     | Les Liaisons dangereuses                          | Vicomte Sébastien de Valmont | - minisorozat (3 epizód) - magyar hangja: - Schnell Ádám                               |
| 2003      |                                           | Mr. Ambassador                                    | Ronnie Childers nagykövet    | tévéfilm                                                                               |
| 2004      | Sherlock Holmes és a selyemharisnya esete | Sherlock Holmes and the Case of the Silk Stocking | Sherlock Holmes              | tévéfilm                                                                               |
| 2005      | Boston Legal – Jogi játszmák              | Boston Legal                                      | Malcolm Holmes               | 2 epizód                                                                               |
| 2006      | Csendes Don                               | And Quiet Flows the Don                           | Grigory                      | - minisorozat - magyar hangja: - Viczián Ottó                                          |
| 2006      |                                           | The Sunday Night Project                          | házigazda                    |                                                                                        |
| 2007      |                                           | Comic Relief Does The Apprentice                  | versenyző híresség           | 1 epizód                                                                               |
| 2007–2018 |                                           | The Graham Norton Show                            | önmaga                       | 3 epizód                                                                               |
| 2008      |                                           | The Victorian Sex Explorer                        | műsorvezető                  | dokumentumfilm                                                                         |
| 2009      |                                           | The Paul O'Grady Show                             | vendég                       | 2 epizód                                                                               |
| 2010      | Mit gondolsz, ki vagy?                    | Who Do You Think You Are?                         | önmaga                       | 1 epizód                                                                               |
| 2011      | Fekete tükör                              | Black Mirror                                      | Remény bíró                  | - egy epizód (Tizenötmillió jutalom) - magyar hangja: - László Zsolt - Kárpáti Levente |
| 2012      | Az utolsó angol úriember                  | Parade's End                                      | Mark Tietjens                | minisorozat (5 epizód)                                                                 |
| 2012      | A másik feleség                           | The Other Wife                                    | Martin Kendall               | minisorozat (2 epizód)                                                                 |
| 2013      |                                           | Loose Women                                       | önmaga                       | 5 epizód                                                                               |
| 2016      | Muskétások                                | The Musketeers                                    | Marquis de Feron             | 6 epizód                                                                               |
| 2017      |                                           | 50 Shades of Gay                                  | önmaga                       | különkiadás                                                                            |
| 2017      |                                           | Quacks                                            | Dr. Hendricks                | 3 epizód                                                                               |
| 2019      | A rózsa neve                              | The Name of the Rose                              | Bernard Guidoni              | 8 epizód                                                                               |
| 2020      |                                           | Adult Material                                    | Carroll Quinn                | 4 epizód                                                                               |
| 2023      | Mindenki odavan a gyémántokért            | Everybody Loves Diamonds                          | John Lovegrove               | 6 epizód                                                                               |
| 2024      | Emily Párizsban                           | Emily in Paris                                    | Giorgio Barbieri             | 1 epizód                                                                               |

## Fordítás
- Ez a szócikk részben vagy egészben  a   Rupert Everett című angol Wikipédia-szócikk fordításán alapul.  Az eredeti cikk szerkesztőit annak laptörténete sorolja fel. Ez a jelzés csupán a megfogalmazás eredetét és a szerzői jogokat jelzi, nem szolgál a cikkben szereplő információk forrásmegjelöléseként.